# Can't Get No Grindin'
Can't Get No Grindin' è un album in studio del musicista statunitense Muddy Waters, pubblicato nel 1973.

## Tracce
Testi e musiche di McKinley Morganfield eccetto dove indicato
1. Can't Get No Grindin' (What's the Matter with the Meal) – 2:45
2. Mother's Bad Luck Child – 4:57
3. Funky Butt – 2:53
4. Sad Letter – 4:15
5. Someday I'm Gonna Ketch You – 3:12
6. Love Weapon – 4:05
7. Garbage Man (Willie Hammond) — 2:40
8. After Hours (Avery Parrish) – 3:50
9. Whiskey Ain't No Good – 4:32
10. Muddy Waters' Shuffle – 2:20

## Formazione
- Muddy Waters – voce, chitarra
- James Cotton – armonica
- Pinetop Perkins – piano, clavicembalo
- Sam Lawhorn – chitarra
- Pee Wee Madison – chitarra
- Calvin Jones – basso
- Willie Smith – batteria